# Craidorolț
Craidorolț (węg. Királydaróc) – wieś w Rumunii, w okręgu Satu Mare, w gminie Craidorolț. W 2011 roku liczyła 1063 mieszkańców. 